# Pithyotettix tianshanicus
Pithyotettix tianshanicus är en insektsart som beskrevs av Alexander Fyodorovich Emeljanov 1972. Pithyotettix tianshanicus ingår i släktet Pithyotettix och familjen dvärgstritar. Inga underarter finns listade i Catalogue of Life.